# Amerikai Szamoa
Amerikai Szamoa, más néven Kelet-Szamoa öt vulkáni és két korallszigetből álló szigetcsoport a Csendes-óceán déli részén, félúton Hawaii és Új-Zéland között, az Amerikai Egyesült Államok külbirtoka.

## Földrajz

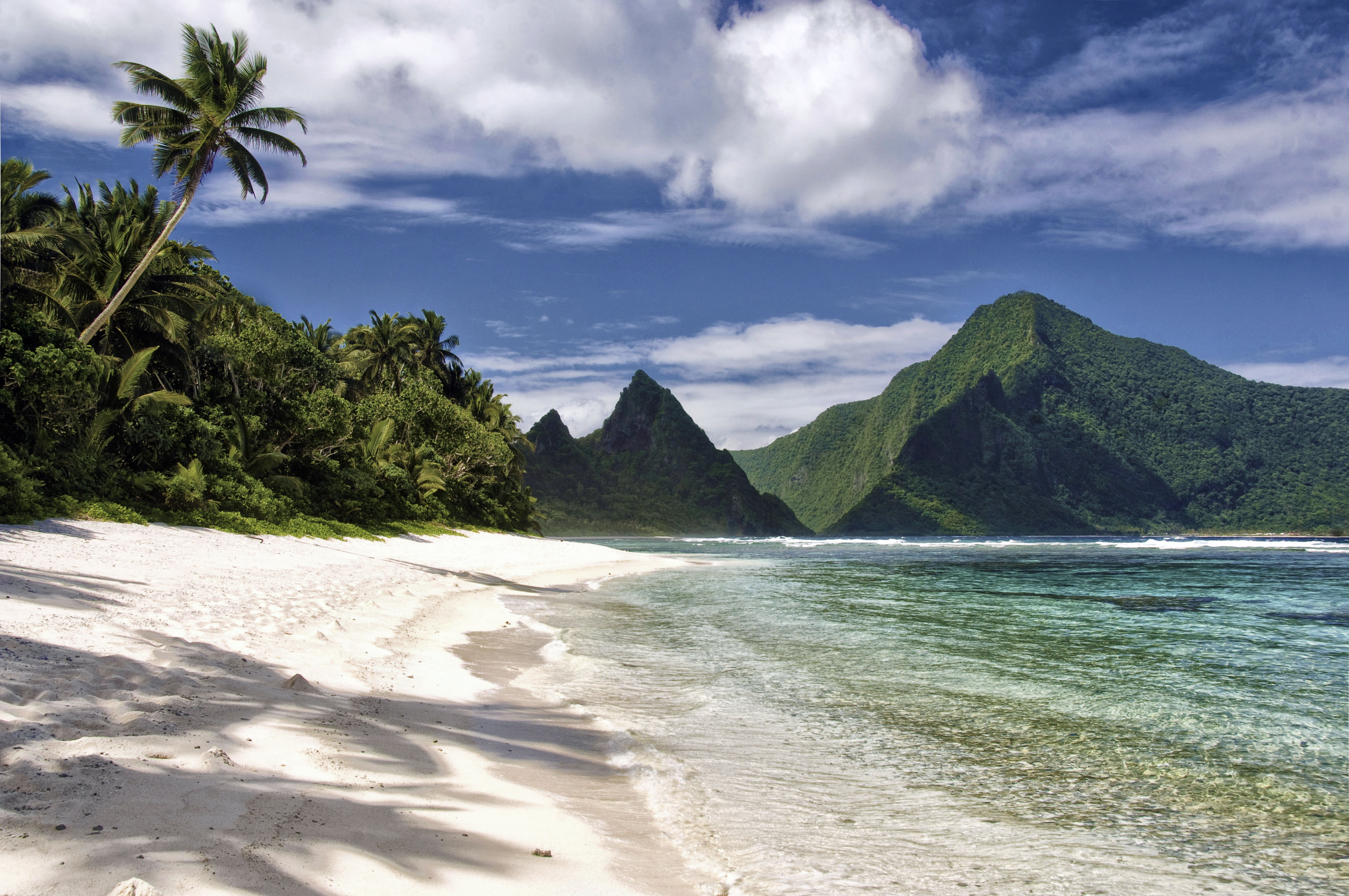
Ofu szigete

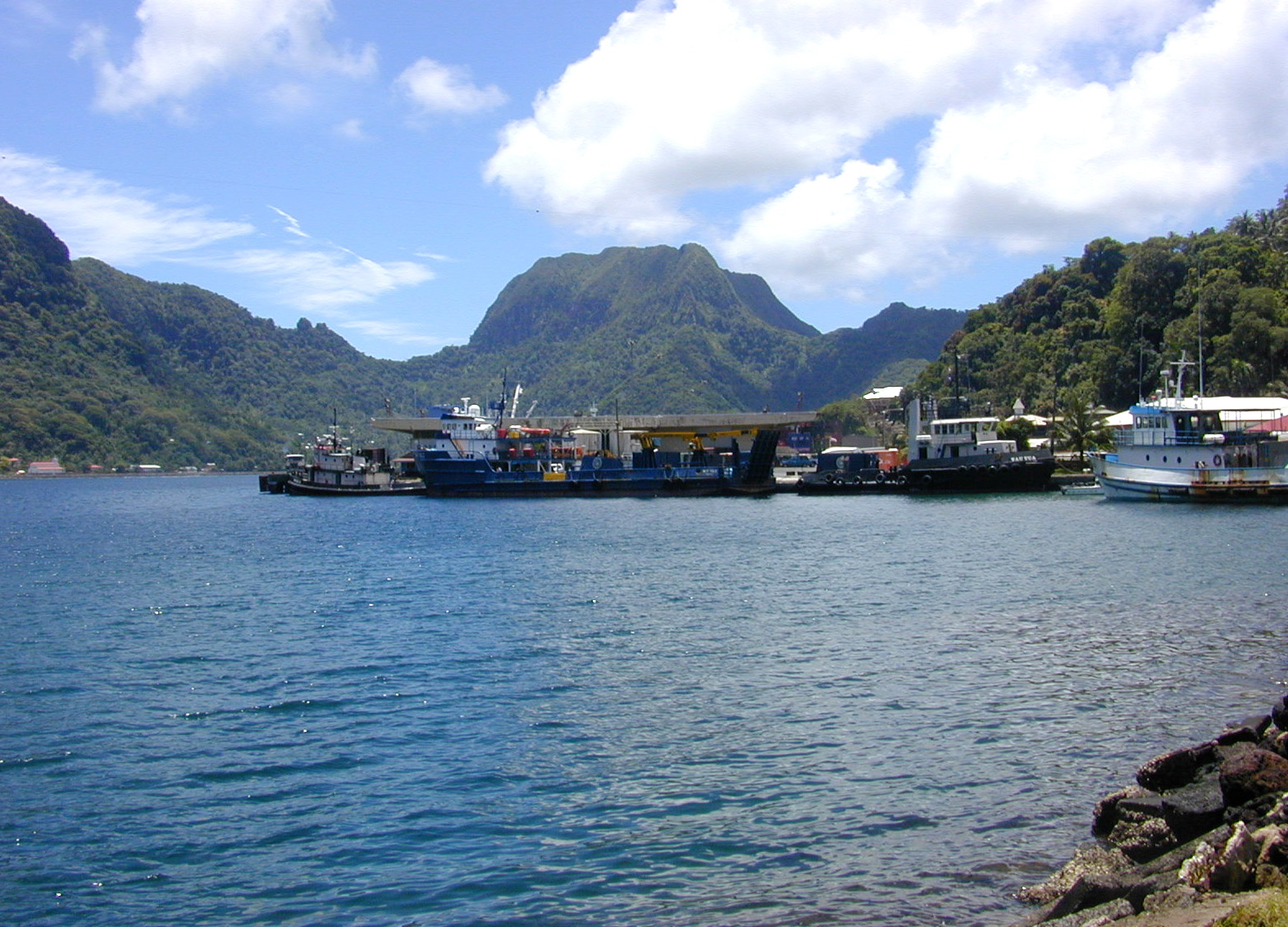
Tutuila szigete

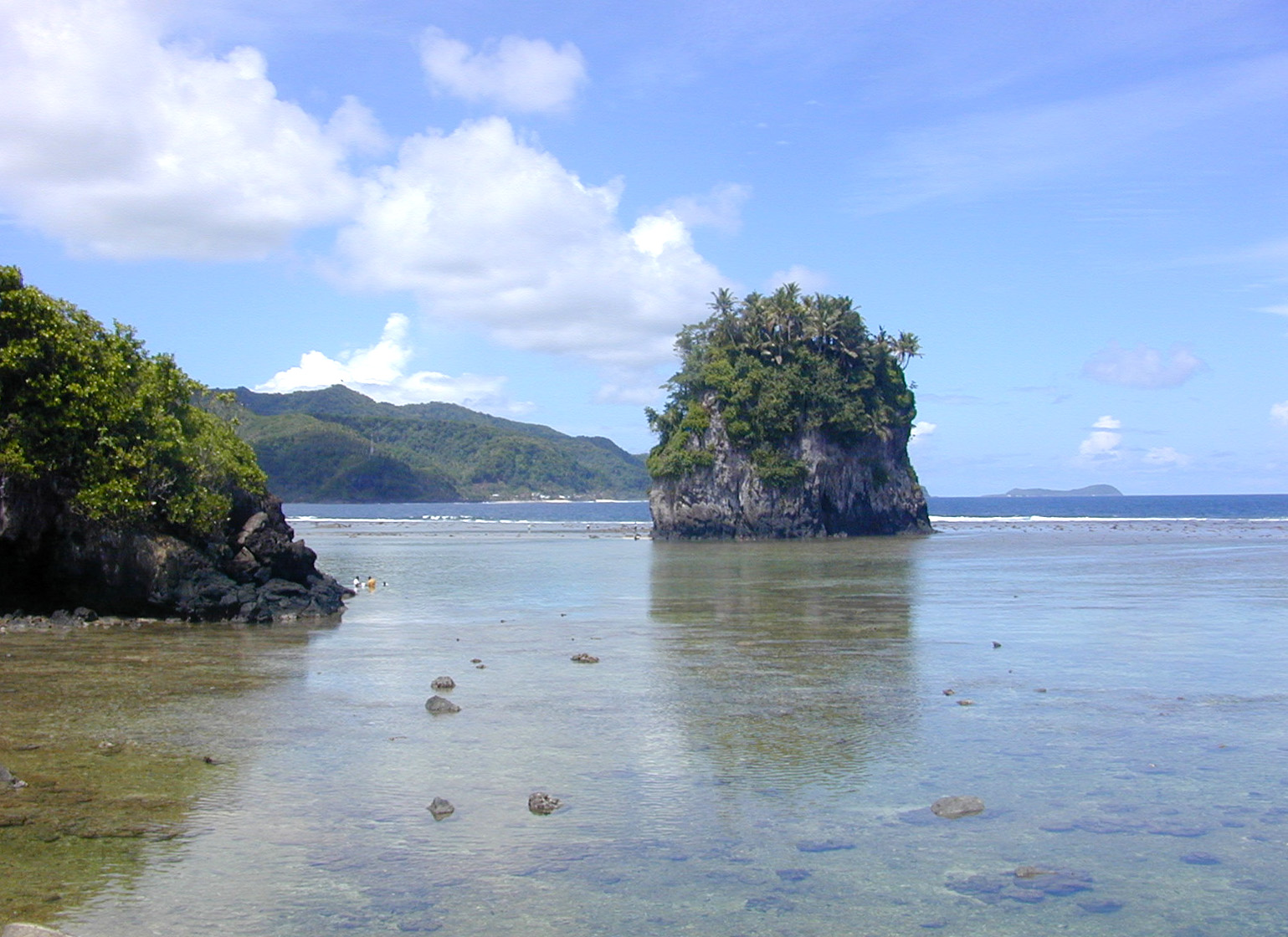
Fatu Rock

Szigetek:
| Név                             | Lakosság (fő, 2000) | Rövid leírás |
| ------------------------------- | ------------------- | --- |
| Tutuila                         | 55 876              | Fő sziget. Itt található a főváros, Pago Pago is.                                                                 |
| Aunu'u                          | 476                 | Tutuilától délkeletre található.                                                                                  |
| Ta'ū                            | 873                 | A Manu'a-szigetcsoport legnagyobb szigete.                                                                        |
| Ofu‑Olosega                     | 289 (Ofu)           | Ofut és Olosegát a vulkanikus tevékenység összekötötte. A Manu'a-szigetcsoport része.                             |
| Ofu‑Olosega                     | 216 (Olosega)       | Ofut és Olosegát a vulkanikus tevékenység összekötötte. A Manu'a-szigetcsoport része.                             |
| Rose Atoll, másként Motu o Manu | –                   | Az őshonos madár, teknős és más tengeri állatok számára védett sziget.                                            |
| Swains Island                   |                     | Bár politikailag Amerikai Szamoához tartozik, kulturálisan Tokelau része. Kopraültetvények találhatók a szigeten. |

Legmagasabb pont: Lata (966 m).

### Éghajlata
Tengeri trópusi, a forróságot délkeleti szelek enyhítik. Az éves csapadék mennyisége kb. 3000 mm. Az esős évszak novembertől áprilisig, a száraz évszak májustól októberig tart. A két évszak között nincs nagy hőmérsékleti különbség. Decembertől márciusig néha tájfunok sepernek végig a szigeteken.

## Története

### A nyugati kapcsolat előtti történet
Bár számos történész vitatja, a legtöbben úgy gondolják, hogy a Szamoa-szigetek i. e. 1000 előtt népesültek be. Szamoát nem érték el európai felfedezők a 18. század előtt. A holland Roggeveen fedezte fel 1722-ben.
A nyugatiak megérkezése előtt Kelet-Szamoa (a mai Amerikai Szamoa) története feltáratlan viszonyban állt Nyugat-Szamoa (a mai független Szamoa) történetével. Az Amerikai Szamoában fekvő Manu’a szigethez kötődnek a legrégebbi történetek Polinéziában. Itt viselték a Tui Manua címet, ami összeköti Szamoa történetét Fidzsivel, Tongával, a Cook-szigetekkel, Tokelauval és mindazon területekkel, ahova kiterjedt Manua befolyása. Amikor a tongaiak elfoglalták Szamoát, Manu’a volt az egyetlen sziget, amely független maradt. Tutuila és Aunu’u sziget politikailag Upolu szigethez kapcsolódott, amely a mai független Szamoában van. A Szamoa-szigeteket politikailag összekötötte egymással a faamatai főnöki rendszer, amely szoros családi kapcsolatokat hozott létre az érintettek között. A faamatai rendszer és az azt támogató faasamoa életrendszer termelte ki magából a két leghíresebb korai szamoai főnököt (mindkettő asszony és egymással rokonok), ők Nafanua és Salamasina.

### Gyarmatosítás
Az első érintkezések közé tartozik a 17. században a francia felfedezők és Tutuila sziget lakói közti csata, amiért a szamoaiak a nyugatiakat hibáztatják és megtanulták félni a nyugatiak kegyetlenségét. A korai 19. században misszionáriusok érkeztek Rarotongáról, őket követték a London Missionary Society kongregacionalista misszionáriusai John Williams vezetésével az 1830-as években, hivatalosan is elvíve a kereszténységet Szamoára. Kevesebb mint száz évvel később a Szamoai Kongregacionalista Egyház lett az első független helyi egyház a Csendes-óceán déli részén.
1889 márciusában német haditengerészeti erők szálltak meg szamoai falvakat, és amerikai tulajdonokat pusztítottak el. Három amerikai hadihajó érkezett Szamoa kikötőjébe és tüzet nyitott arra a három német hadihajóra, amelyet ott talált. Mielőtt tüzet szüntettek volna, egy tájfun elsüllyesztett egy amerikai és egy német hajót. Kényszerűen fegyverszünetet kötöttek, mert nem volt elég hajó a harchoz.

### Az Amerikai Egyesült Államok területe
A 19. század második felében zajló nemzetközi vetélkedés közben 1899-ben a berlini szerződésben Németország és az Amerikai Egyesült Államok felosztotta egymás között a Szamoa-szigeteket. Az Egyesült Államok formálisan a következő évben szállta meg egy részét, a keleti szigetek kisebb csoportját Pago Pago kiváló kikötője körül. A nyugati szigetek alkotják jelenleg a független Szamoa államot.
Miután az Egyesült Államok birtokba vette részét Szamoában, a haditengerészet szenelő állomást létesített Pago Pago-öbölben a Csendes-óceáni Flotta számára és kinevezett egy megbízottat. A haditengerészet a területhez csatolta Tutuilát 1900-ban és Manu’át 1904-ben. Az utolsó szuverén Manu’a, Tui Manu’a Elisala, Manu’a sziget bekebelezésének elismerésére kényszerült az amerikai haditengerészet sorozatos hadbírósági eljárásai után, amelyek az „Ipu-per” néven ismertek.
Az első világháború után, abban az időben, amikor Nyugat-Szamoában (akkoriban Új-Zéland protektorátusa) a Mau-mozgalom zajlott, vele együtt Amerikai Szamoában is megjelent a Mau-mozgalom. Ezt a Leone faluból származó Samuel Sailele Ripley vezette, aki az első világháború veteránja volt. Egy Amerikában folytatott tárgyalás után nem tért vissza Amerikai Szamoába. A Mau-mozgalmat elnyomta a haditengerészet. 1930-ban a kongresszus bizottságot küldött ki, hogy vizsgálja felül Amerikai Szamoa helyzetét. Ezt a bizottságot olyan amerikaiak vezették, akik részt vettek a Hawaii Királyság megdöntésében.
1938-ban a neves pilóta, Ed Musick és legénysége lelte halálát a Pan American World Airways társaság S-42 Samoan Clipper típusú gépén Pago Pago fölött, kutatórepülés közben, amely Új-Zélandba, Aucklandba vezetett volna. A legénység az üzemanyag-szivattyú eltömődése miatt kényszerleszállásba kezdett, egy szikra a meghibásodott üzemanyag-szivattyú tartalmát felrobbantotta, ez a robbanás a levegőben eltörte a gépet.
A második világháborúban több amerikai tengerészgyalogos állomásozott itt, mint a teljes helyi lakosság. Ez nagyarányú kulturális sokkot okozott. A 14 év fölötti fiatalokat amerikai katonai kiképzők harci kiképzésben részesítették. Az első világháborúhoz hasonlóan a másodikban is a szamoaiak harcosokként, felcserekként, rejtjelezőként, hajójavítóként stb. szolgáltak.
A háború után az amerikai belügyminisztérium 4500-as számú szervezeti rendeletének végrehajtását, amely Szamoát bekebelezte volna az Egyesült Államokba, a szamoai főnökök megakadályozták. Tuiasosopo Mariota vezetésével az amerikai kongresszushoz fordultak és sikert értek el. Ezek a főnökök elérték helyi törvényhozás létrehozását, amelynek neve American Samoan Fono, és Fagatogo faluban ülésezik, amely a terület jogi és valóságos fővárosa.
Ekkoriban a haditengerészet által kinevezett kormányzót helyben választott váltotta fel. Bár technikailag úgynevezett „unorganized” (szervezetlen terület – olyan terület, amely nem áll települési önkormányzat igazgatása alatt), mivel a Kongresszusban nem ment át a terület megszervezéséről szóló törvény, de Amerikai Szamoa önkormányzó az 1967. július 1-jén hatályba lépett alkotmány alapján. Amerikai Szamoa rajta van az Egyesült Nemzetek Szervezete által összeállított, az önrendelkezéssel nem rendelkező területeket felsoroló listán, de ezt a besorolást vitatják a terület kormányzati tisztviselői.

### A terület legnagyobb katasztrófája
2009. szeptember 29-én a délelőtti órákban a Csendes-óceánban 5,1-es erősségű földrengés történt, néhányszáz km-re Pago Pagótól. A rengés hatására szökőár vonult végig a szigetek székhelyén. Rengeteg kárt okozott és legalább száz ember meghalt.

## Népesség

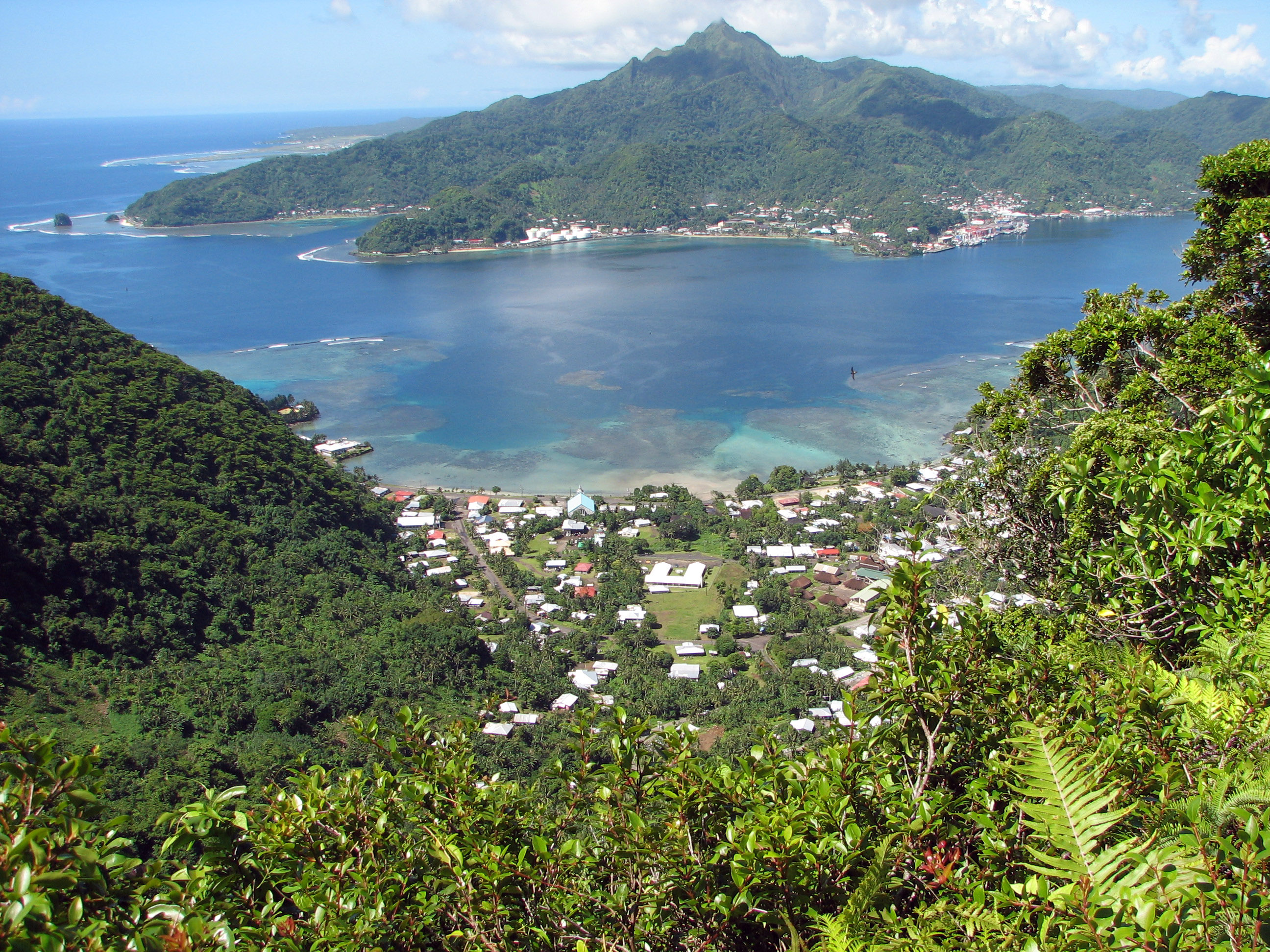
Pago Pago

### Népességének változása
| Lakosok száma | 20 012 | 24 320 | 28 490 | 31 105 | 37 687 | 48 379 | 54 942 | 59 117 | 56 245 | 49 710 |
|               | 1960   | 1966   | 1972   | 1978   | 1984   | 1991   | 1997   | 2003   | 2009   | 2020   |

### Népcsoportok
- szamoai (polinéz) 89%,
- tongai 4%,
- fehér 2%,
- egyéb népcsoportok 5%

### Nyelvek
- Beszélt nyelvek: szamoai (a hawaii és egyéb polinéziai nyelvekkel rokon) 90,6%, angol 2,9%, tongai 2,4%, egyéb csendes-óceáni 2,1%, egyéb 2%. A legtöbben beszélik az angolt is.

### Vallások
- kongregacionalista keresztény 50%,
- római katolikus 20%,
- protestáns és egyéb 30%.

## Gazdasága
A fő megélhetési források a tonhal halászata, a vulkáni eredetű habkő bányászata, de jelentős bevételi forrást jelentenek az Amerikai Egyesült Államok központi kormányától kapott segélyek is (évente majdnem 50 millió USD). Négy repülőtere van (ebből 2 kifutópályája aszfaltozott). A külvilággal telefon, fax és telex kapcsolata van, a szigeteken mobiltelefonhálózat működik (az ország nemzetközi hívószáma: +1-684). 2006-ban Amerikai Szamoáról 1456 személyi számítógép csatlakozott az internetre. Nagy jelentősége van az idegenforgalomnak is.

## Közlekedés

a főút táblája

A közutak hossza: 240 km, amelyeken a maximális sebesség 30 mérföld/óra.
A terület fő repülőtere a Pago Pago Nemzetközi Repülőtér a Tutuila szigeten. A Samoa Airways és Talofa Airways naponta indítanak Szamoa és Amerikai Szamoa között repülőket.
A másik kettő repülőtér az Ofu Repülőtér Ofu szigetén és Fifiuta Repülőtér Taʻū szigetén.
Kikötők száma: 6

## Turizmus

### Oltás
Javasolt oltás:
- Hastífusz
- Hepatitis A
- Hepatitis B

Kötelező oltás, ha fertőzött országból érkezik/országon át utazik valaki:
- Sárgaláz

## Sport

### Olimpia
Amerikai Szamoa még nem nyert érmet az olimpiai játékok során.

## Lásd még
- Cook-szigetek
- Szamoa
- Tokelau
- Tonga